# Франсуа-Анрі Піно
Франсуа-Анрі Піно (фр. François-Henri Pinault; 28 травня 1962, Ренн) — французький бізнесмен, президент конгломерату брендів класу люкс, син і спадкоємець Франсуа Піно. Він вважається одним із найбагатших людей у світі, його сімейний статок на 18 серпня 2018 року оцінювався в 30,5 мільярдів доларів.

## Професійне життя
Він навчався у Французькій школі вищих комерційних досліджень HEC Paris, де отримав знання для роботи в компаніях свого батька. У 1989 році він став генеральним директором France Bois Industries, після Pinault Distribution.
У 1993 році виїхав на роботу за кордон (Африка, ДОМ-ТОМ). У 1997 році він був призначений генеральним директором FNAC. У березні 2005 року він зробив великий стрибок, коли його призначили президентом Pinault-Printemps-Redoute (PPR), замінивши свого батька. 20 червня 2007 року він обійняв посаду голови правління німецької компанії Puma, що займається виробництвом спортивного обладнання, після того, як її придбала група PPR через її дочірню компанію Sapardis.